# トランスフォーマー ユナイトウォリアーズ
トランスフォーマー ユナイトウォリアーズは、タカラトミーが2015年6月に発売を開始した、トランスフォーマーの玩具シリーズである。同年より海外展開が行われた『トランスフォーマー コンバイナーウォーズ』の日本導入版となる。

## 概要
トランスフォーマーのキャラクターのうち、スクランブル合体ロボに焦点をあてたシリーズ。胴体および手足となるロボットが合体時に使用するジョイント部分が共用されており、初代G1玩具と同様に手足を自由に入れ替えることができる。パッケージおよび説明書には初代玩具と同じ「スクランブル合体」のロゴが用いられている。胴体担当はボイジャークラス相当、手足担当はデラックスサイズ相当となっており、合体時のサイズは初代玩具版より大型化している一方、初代玩具にあった胴体担当メンバーの基地モードへの変形は省略されている。合体手首・足首は武器に変形させて各メンバーに装備でき、手足の各部分に組み替えることができる。各ビークルモードは初代玩具と似た形状になっているが、厳密なモチーフは設定されていない。
商品としては複数体のセット販売が主となっており、一つの商品で1体の合体戦士が完成するようになっている。「コンバイナーウォーズ」では合体メンバーにシリーズオリジナルキャラクターが含まれることがあったが、本シリーズでは新規造形などの仕様変更を用いて原作と同じメンバー編成を優先している。そのため、オリジナルキャラクターは海外版を各自購入する必要がある。各トランスフォーマーは、他の日本展開シリーズと同じくアニメ版を元にしたカラーリングが行われている。
本シリーズを元にしたメディア展開などは行われていないが、一部のタカラトミーモール限定販売商品は、同サイトに坂本勇人によるコミックが掲載され、部隊結成や戦闘に至るまでの経緯が描かれた。また、坂本は本シリーズ製品の説明書に掲載される「ユナイトウォリアーズオフショット」と題したイラストも担当している。

## 商品ラインナップ

### 通常ナンバリング
UW-01 エアーボット合体戦士 スペリオン / Autobot Aerialbots Combiner Superion
5体のジェット戦闘機から合体。海外版ではスリングの代わりにヘリコプターに変形するアルファブラボー(Alpha Bravo)が編入されていたが、本商品ではファイアーボルトと同一型のボディに新規造形の頭部を組み合わせたスリングが新たに作られた。この型は後に海外版に逆輸入されている。
- 指揮官 シルバーボルト / Silverbolt

Series101 F-BTSCのコンコルドに変形する。
- 副官 スリング / Slingshot

BAe シーハリアーに変形する。
- 航空戦略家 スカイダイブ / Skydive

F-16Aに変形する。
- 偵察員 ファイアーボルト / Fireflight

F-4に変形する。
- 戦士 エアーライダー / Air Raid

F-15に変形する。
UW-02 スタントロン合体兵士 メナゾール / Decepticon Stunticons Combiner Menasor
5台の車から合体。海外版ではワイルドライダーの代わりに4WDカーに変形するオフロード(Offroad)が編入されていたが、本商品ではデッドエンドと同一型のボディに新規造形の頭部を組み合わせたワイルドライダーが新たに作られた。この型は後に海外版に逆輸入されている。パッケージおよび説明書への記載は無いが、『トランスフォーマーアドベンチャー』シリーズにて発売された「TAV25 ディセプティコンラナバウト」を胸部へと合体させることができる。
- 参謀 モーターマスター / Motormaster

トラックに変形する。初代とは異なりコンテナが無い。
- 斥候 ブレークダウン / Breakdown

ランボルギーニ・カウンタックLP500Sに変形する。
- 兵士 ドラッグストライプ / Drag Strip

六輪型のティレル・P34に変形する。
- 暴走兵 ワイルドライダー / Wildrider

フェラーリ・308に変形する。
- 兵士 デッドエンド / Dead End

ポルシェ 928に変形する。
UW-03 プロテクトボット合体戦士 ガーディアン / Autobot Protectbots Combiner Defensor
タカラトミーモール限定販売商品。5台の緊急車両から合体。海外版ではグルーブは胸部に変形するスカウトクラスにて発売され、代わりに装甲車に変形するルーク(Rook)が編入されていたが、本商品では新規造形によりグルーブが新たに作られた。この型は後に同一の仕様で海外版に逆輸入されている。パッケージおよび説明書への記載は無いが、『トランスフォーマーアドベンチャー』シリーズにて発売された「TAV-26 オーバーライド」を胸部へと合体させることができる。
- 防衛指揮官 ホットスポット / Hot Spot

消防車に変形する。
- 航空支援員 グレイズ / Blades

レスキューヘリに変形する。頭部以外は国内未発売のアルファブラボーと同一型を使用。
- 救助員 ファーストエイド / First Aid

救急車に変形する。国内未発売のオフロードと機構を共有しているが、頭部および外装が異なる。
- 偵察員 グルーブ / Groove

ポリスバイクに変形する。完全新規造形。
- 追撃員 ストリートワイズ / Streetwise

ポリスカーに変形する。デッドエンド・ワイルドライダーと機構を共有しているが、頭部および外装が異なる。
UW-04 ビルドロン合体兵士 デバスター / Decepticon Constructicons Combiner Devastator
6台の建設車両から合体。本商品のみ、スクランブル合体に対応していない商品となっている。各メンバーはそれぞれボイジャークラス相当、合体後のサイズは約45cmと他商品より一回り大きなサイズとなっている。合体後の頭部は海外版ではゴーグルは一般流通品、ツインアイはイベント限定品となっていたが、本商品ではゴーグル部を可動させることでツインアイ状態も再現。また、海外版には無かった個別状態の武器が新規に付属し、これらの武器は合体時には背中に装着しておくことが可能。
- 衛生兵 グレン / Hook

クレーン車に変形する。海外版から肘関節が追加された。
- 輸送兵 ロングハウル / Long Haul

ダンプトラックに変形する。海外版から肘関節が追加された。
- 採掘兵 スカベンジャー/Scavenger

ショベルカーに変形する。海外版から膝関節の接続方法が変更された。
- 破壊兵 ボーンクラッシャー/Bonecrusher

ブルドーザーに変形する。海外版から膝関節の接続方法が変更された。
- 建築兵 スクラッパー / Scrapper

ショベルドーザーに変形。海外版から肘関節が追加された。
- 偽装兵 ミックスマスター / Mixmaster

ミキサー車に変形する。海外版から肘関節のパーツが追加された。
UW-05 カーロボット合体戦士 コンボイグランドプライム / Autobot Car Robots Combiner Convoy Grand Prime
タカラトミーモール限定販売商品。5台の車から合体。各メンバーは初代アニメの登場キャラクターだが、合体形態のみ玩具オリジナルで『トランスフォーマー スーパーリンク』に登場したグランドコンボイをモデルにしている。
- 総司令官 コンボイ / Optimus Prime

トラックに変形する。モーターマスターと機構を共有しているが、頭部、外装および武器が異なる。
- 警備員 アイアンハイド / Ironhide

4WDカーに変形する。頭部以外は国内未発売のオフロードと同一型を使用。
- 戦略家 プロール / Prowl

パトカーに変形する。頭部以外はストリートワイズと同一型を使用。
- 戦士 サンストリーカー / Sunstreaker

スポーツカーに変形する。頭部以外はブレークダウンと同一型を使用。
- 諜報員 リジェ / Mirage

F1カーに変形する。頭部以外はドラッグストライプと同一型を使用。
UW-06 怨霊破壊大帝 グランドガルバトロン / Combiner Haunt Leader Grand Galvatron
タカラトミーモール限定販売商品。本シリーズにて新たに設定された合体戦士。ワンダリングローラー以外は歴代テレビアニメのデストロン兵士がモチーフとなっている。海外版のガルバトロナスでは変形前のサイクロナスに準じた紫色のカラーリングだったが、グランドガルバトロンでは初代玩具版の「D-62 要塞参謀 ガルバトロン」を模したカラーリングとなっている。
- 航空参謀 タクシティアンサイクロナス / Tactician Cyclonus

SFジェットに変形する。
- 航空参謀 ゴーストスタースクリーム / Ghost Starscream

ジェット戦闘機に変形する。スカイダイブと同一型を使用、頭部のみ新規造形。またボディ部はクリア成型。
- 軍師 カースアルマダスラスト / Curse Armada Thrust

ジェット戦闘機に変形する。エアーライダーと同一型を使用し、頭部のみ新規造形。
- 偵察兵 ゾンビウォーブレークダウン / Zombie War Breakdown

ピックアップトラック風のオフロードカーに変形する。国内未発売のオフロードと同一型を使用。
- 放浪者 ワンダリングローラー / Wandering Roller

六輪装甲車に変形する。国内未発売のルークと同一型を使用。
UW-07 コンバットロン合体兵士 ブルーティカス / Decepticon Combaticons Combiner Bruticus
5台の軍事兵器から合体。「コンバイナーウォーズ」ではブラストオフはスリングのカラーリングを変更した物だったが、本商品では新規造形により再現されている。スィンドル、ブロウルの合体用足首は各々のパーソナルカラーと同一になっており、合体時のカラーリングをよりアニメに近付ける試みがなされている。
- 攻撃参謀 オンスロート / Onslaught

軍事用トレーラーに変形する。ホットスポットと機構を共有しており、頭部および外装が変更されている他、ビークルモードでの前後が逆になっている。
- 宇宙兵 ブレストオフ / Blast Off

スペースシャトルに変形する。完全新規造形。
- 偵察兵 ボルター / Vortex

戦闘ヘリに変形する。国内未発売のアルファブラボーと同一型を使用しているが、ローターが4枚になっている。
- 補給兵 スィンドル / Swindle

コンバットバギーに変形する。ワンダリングローラーと機構を共有しているが、頭部・外装および武器が異なる。
- 狙撃兵 ブロウル / Brawl

戦車に変形する。
UW-08 テックボット合体戦士 コンピューティコン / Autobot Technobots Combiner Computron
5台のSFマシンから合体。国内版のみの新規造形部分や各メンバーの型の選択など、海外版からの変更点が多い。
- 攻撃指揮官 スキャッターショット / Scattershot

SFジェットに変形する。シルバーボルトと機構を共有しており、頭部・外装および武器が異なる。胸部は国内版にて新規造形。
- 射撃員 アフターバーナー / Afterburner

SFバイクに変形する。グルーブと機構を共有しており、頭部・外装が異なる。武器は国内版にて新規造形。
- 狙撃員 ストレイフ / Strafe

SFジェットに変形する。ブレストオフと機構を共有しており、頭部・外装および武器が新規造形。
- 探索員 ライトスピード / Lightspeed

SFカーに変形する。海外版ではストリートワイズの仕様変更品だったが、本商品ではブレークダウンと機構を共有しており、頭部が新規造形。
- 砲撃員 ノーズコーン / Nosecone

ドリル戦車に変形する。海外版ではブロウルの仕様変更品だったが、本商品ではワンダリングローラーと機構を共有しており、頭部・外装および武器が新規造形。

### UW-EX
UW-EX デストロン暗黒司令 グランドスカージ / Decepticons Dark Commander Grand Scourge
e-HOBBYショップ限定販売。本商品のみ、合体セットでは無く胴体担当のみの単品商品となっている。本体はコンボイのカラーリング変更品で、『スーパーリンク』シリーズにて販売された同名キャラクターのプラキットをモチーフにしている。コンボイの同様の付属品の他に巨大な剣「マトリクスブレイカー」が付属。インシグニアはユーザーシールとなっており、デストロン、コンバットロン(トランスフォーマー カーロボット)、ユニクロン陣営の三種から選択するようになっている。
UW-EX サイバトロン特別災害救助防衛戦士 リンクスマスター / Autobot Special Savior Combiner Lynxmaster
タカラトミーモール限定販売。初代・2010から編成されたサイバトロン戦士が合体。コンボイグランドプライムと同じく、合体形態のみ玩具オリジナル形態となる。ラチェットは海外では通常販売されておらず、ボットコン2016にて無塗装の状態で販売された物と同一型を使用している。
- 輸送員 スカイリンクス / Sky Lynx

スペースシャトルに変形する。初代玩具と異なり、ダイノバードと山猫に分離するギミックは省略されている。
- 偵察員 ハウンド / Hound

コンバットバギーに変形する。頭部以外はスィンドルと同一型を使用。武器は肩のジョイントに取り付けるよう指定されている。
- 技術者 ホイルジャック / Wheeljack

スポーツカーに変形する。頭部以外はライトスピードと同一型を使用。
- 看護員 ラチェット / Ratchet

救急車に変形する。頭部以外はファーストエイドと同一型を使用。ただし、武器がワンダリングローラーと同一型の物に変更されている。
- 戦略家トレイルブレイカー / Trailbreaker

4WDカーに変形する。頭部および右腕以外はアイアンハイドと同一型を使用。
UW-EX ウーマンデストロン合体女兵士 メガトロニア / Woman Decepticon Warrior Combiner Megatronia
タカラトミーモール限定販売。本シリーズオリジナルキャラクター。海外版でオートボットの女性合体戦士ヴィクトリオン(Victrion)として発売された物とほぼ同一の内容だが、カラーリングが大幅に変更され、別陣営のキャラクターとして発売された。各々の装備する武器を一つにした「合体剣デストピア」を装備。合体用手足首は専用の物が使用され、分離時に武器に出来ない代わりに、女性的な造形を重視した物になっている。
- 破壊女帝 メガエンプレス / Megaempress

破壊消防車に変形する。ホットスポットと機構を共用しており、頭部・胸部造形が異なる。専用武器「ジャッジピッケル」を装備。
- 守護兵 ルナクローバー / Lunaclub

アタックヘリコプターに変形する。グレイズと機構を共用しており、頭部・胸部・腕部造形が異なる。専用武器「フレイムソード」を装備。
- 守護兵 ムーンハート / Moonheart

アタックヘリコプターに変形する。ルナクローバーと対になる仕様で、頭部・胸部造形およびカラーリングが異なる。専用武器「ブリザードブレード」を装備。
- 忍者兵 フロウスペード / Flowspade

ステルスカーに変形する。デッドエンドと機構を共用しており、頭部・胸部造形が異なる。専用武器「トルネードカッター」を装備。
- 参謀 トリックダイヤ / Trickdiamond

アタックカーに変形する。ブレークダウンと機構を共用しており、頭部・胸部造形が異なる。専用武器「クエイクシールド」を装備。
UW-EX 戦闘スペシャリスト バルディガス / Evil Destronger Combiner Combatron Baldigus（Ruination）
タカラトミーモール限定販売。5台の軍事兵器から合体。原典と同じく「UW-07 ブルーティカス」の仕様変更品だが、合体用手足首が造形を重視した専用の物に変更されている。また、他商品から金型を流用した武器が付属し、組みあわせることで完成する二丁の合体銃「バルバスター」を再現している。
- 鋼鉄将軍 ドルレイラー / Dolrailer（Mega-Octane）

コンバットトレーラー（キャノントレーラー、軍事用トレーラー）に変形する。オンスロートと同一型。スキャッターショットと同一型の銃が追加され、ビークルモード時のキャノンが延長されている。
- 陸上参謀 グリジバー / Greejeeber（Rollbar）

コンバットバギー（XR311）に変形する。スィンドルと同一型。ロングハウルと同一型の武器が追加された。
- 装甲参謀 ダンガー / Dangar（Armorhide）

コンバットタンク（レオパルト）に変形する。ブロウルと同一型。スカベンジャーと同一型の武器が追加された。
- 衛星参謀 シャトラー / Shuttler（Movor）

コンバットスペースシャトルに変形する。ブレストオフと同一型だが、アニメ設定に合わせボディの前後が入れ替わっている。スクラッパーと同一型の武器が追加された。
- 航空参謀 ヘプター / Hepter（Ro-Tor）

コンバットヘリコプター（装甲ヘリ）に変形する。ボルターと同一型。ミックスマスターと同一型の武器が追加された。

## キャラクター
本シリーズにおいて新たに設定された物のみ記載。タカラトミーモール公式サイトにて公開されたコミックでは、『トランスフォーマー ザ☆ヘッドマスターズ』から10年後の2021年を舞台としている。一部のキャラクターは後に『トランスフォーマー レジェンズ』にも登場し、本作品のその後が描かれている。
コンボイ
オラクルの力により合体戦士として蘇ったG1世界のコンボイ。アイアンハイド、プロール、サンストリーカー、リジェと合体し、合体戦士コンボイグランドプライムとなる。コミック初登場時はセイバートロン星にてラチェットによる修理を受けていたが、ウーマンデストロンの出現に際し復活。彼女たちとの交戦中、セイバートロン星を再び侵略しようとするユニクロンが襲来。これに対して他の合体戦士たちと共闘し、ワンダリングローラーとの合体形態コンボイグランドプライム・ローラーエディションによりユニクロンを撃退する。生と死を繰り返しすぎたゆえにオラクルの力をもってしても七日間のみの命を与えられなかったため、ユニクロンとの決戦後に再び死亡する。
ガルバトロン（ガルバトロンII）
G1世界とは違う別次元で誕生したもう一人のガルバトロン。かつてG1世界を訪れたが、既に新破壊大帝ガルバトロンが存在したため過去の世界に渡り、ダイノザウラーと共に暴れまわるが、メトロフレックスとの戦いに敗れ命を落とす。その後クリエーションマトリクスの力で霊体となって活動し、『ザ☆ヘッドマスターズ』において死亡した新破壊大帝ガルバトロンを名乗りサイクロナスに乗り移る。トリプルZポイントに封印されたユニクロンの力を借り、合体戦士グランドガルバトロンとなってセイバートロン星を支配するためサイバトロンと戦う。サイバトロンとの交戦中、セイバートロン星と合体しようとしたユニクロンに対して攻撃を加えたが返り討ちに遭い、ガルバトロンIIとしての正体を現す。サイクロナスへの憑依を解きメガエンプレスに乗り移ろうとするがマトリクスを狙うグランドスカージに止められ、その隙を突いたメガエンプレスの攻撃によりグランドスカージもろとも次元の狭間へと吸い込まれていった。
ユニクロン
『2010』以降の首だけとなった姿で登場。宇宙空間のトリプルZポイントに潜み、多数の次元から様々な合体戦士を生み出してセイバートロン星を支配しようと暗躍したが、トリックダイヤが持ちかけた取引によって自ら行動を起こし、コンバットロンを従えてセイバートロン星に襲来。大量のジョイントキューブエネルゴンを使ってセイバートロン星と合体し、再び巨大な姿を取り戻そうとした。しかしバルディガスに離反され、他の合体戦士たちの合同攻撃によって再び首だけの姿となり、トリプルZポイントへと飛ばされていった。
タクシティアンサイクロナス
『2010』『ザ☆ヘッドマスターズ』に登場したサイクロナスが生まれ変わった姿。ガルバトロンが生前企んでいたグランドガルバトロン計画の実現を目指していたところを霊体となったガルバトロンに憑依され、合体戦士としてリフォーマットされる。単体時にはサイクロナスとしての人格が残されており、腹部から出した合体時の頭部からガルバトロンとしての意思表示を行う。ガルバトロンからの憑依を解かれた後も合体戦士としてのボディが維持され、セイバートロン星を守るためにグランドガルバトロンとして他の合体戦士たちと共闘。ユニクロンとの決戦後は、自らガルバトロンとなりデストロンを復興させることを誓い宇宙へと旅立った。
カースアルマダスラスト
ユニクロンが『マイクロン伝説』の世界から召喚したスラストを再生し誕生した怨霊戦士。元の世界ではユニクロンの変形に巻き込まれて死亡したため、ユニクロンによって再生されたことに対し複雑な感情を抱いている。デストロンの一員として活動していたが、密かにユニクロンへの復讐を画策し、囚人として投獄されていたトリックダイヤを解放する。しかし逆に脅迫され、彼女が行うユニクロンとの取引に協力することとなる。セイバートロン星での決戦後、人知れず行方不明となった。
ゾンビウォーブレークダウン
ユニクロンが『プライム』の世界から召喚したウォーブレークダウンを再生し誕生した怨霊戦士。新たな主であるガルバトロンに忠実に従うが、内心では元の世界に帰り、かつての相棒であるメディックノックアウトと再会することを望んでいる。セイバートロン星での決戦後は、元の世界へと帰還した。
ワンダリングローラー
ユニクロンが別次元から召喚した怨霊戦士。元サイバトロン戦士であり、ボディにはサイバトロンのインシグニアマークが記されている。元々はG1世界のコンボイの相棒だったが、ユニクロン戦争時に仲間とはぐれ別次元を彷徨っていた。仲間に捨てられたという絶望から強い怨念のエネルギーを持つようになり、そのエネルギーを感知したユニクロンによって呼び出される。助けられた恩義からデストロンの合体戦士として活動するようになる。かつての相棒であるコンボイに特に強い憎しみを抱き、修理中のコンボイのボディを破壊しようとするがスカイリンクスによって阻止される。その後セイバートロン星の危機に際しコンボイたちと共闘し、和解する。ユニクロンとの決戦後、死亡したコンボイの遺体を警護する任務に就く。
ゴーストスタースクリーム
霊体となって宇宙を彷徨っていたが、トリプルZポイントにてタクシティアンサイクロナスの前に現れ、ユニクロンの力によってリフォーマットされた怨霊戦士。「実体を手に入れたらまた裏切るから」という理由から、ボディの一部が幽霊のままとなった半実体の姿となった。このため、幽霊のパワーにより次元移動を行うことが可能。半透明のボディからは、自身を殺したガルバトロンへの怨念が常に放出されている。ウーマンデストロン登場後は事あるごとにルナクローバーにつきまとわれ、セイバートロン星での決戦後、彼女から逃れるようにどこかへ飛び去った。
リンクスマスター
2011年に起きたセイバートロン星の爆発後、星の探査を行っていたスカイリンクス、ハウンド、ラチェット、ホイルジャック、トレイルブレイカーで編成されたリンクスチームの5体が、ベクターシグマによってリフォーマットされて誕生した合体戦士。ハウンドのホログラム投影による分身トレイルブレイカーのフォースバリアなど各戦士の特殊技能を駆使して戦う。ムーンハートによってジョイントキューブを切断され合体不能に陥るが、ベクターシグマのパワーにより復活。内なる野獣を解き放ちボディ部を変形させた四足歩行形態リンクスマスター・ビーストモードになり、コンボイグランドプライムを援護した。
メガエンプレス
メガトロンが製造された際の予備パーツを元に作られたウーマンデストロン。ボディカラーはメガトロンに相似している。「破壊大帝の妻」を自称しており、その性格は高貴かつ強欲。武器は背中に装備した「融合レールカノン砲」と、あらゆる物を砕く「ジャッジピッケル」。かつて全てのトランスフォーマーを虜にするシークレットパワーによってデストロンを支配しセイバートロン星を手中に収めたが、危機を感じたレーザーウェーブによって機能を停止し封印されていた。2021年、トリックダイヤらの力によって救出され、自らと全ての女性が支配する世界を作るために行動を開始する。セイバートロン星にてサイバトロンと交戦中にユニクロンが襲来。これに立ち向かうため他の合体戦士と共闘し、合体戦士メガトロニアとなってユニクロンのエネルゴンジョイントを切断する活躍を見せる。ユニクロンとの決戦後は4ガード達とアジトに戻り、セイバートロン星を奪う機会を窺っている。
ルナクローバー
メガエンプレスに仕える直属の護衛兵4（フォー）ガードの一員。ウーマンデストロンの中では一番精神年齢が低い。スタースクリームの大ファンであり、以前からストーカーのようにつきまとい煙たがられていた。火の力を操り、炎の剣「フレイムソード」を持つ。
ムーンハート
4ガードの一員でルナクローバーの双子の姉。冷静沈着な性格の持ち主で、サウンドウェーブを慕い彼の助手を務めていた過去を持つ。水の力を操り、氷の剣「ブリザードソード」を持つ。背部のローターから発射する「ヒーリングフェロモン」でリンクスチームを骨抜きにした。
フロウスペード
4ガードの一員の忍者傭兵。元々レーザーウェーブによってメガエンプレスの元へと送り込まれたスパイだったが、彼女のカリスマ性に惚れ込み抜け忍となった。正々堂々とした性格で、あらゆる武術を得意とする。風の力を操り、竜巻を起こす手裏剣「トルネードカッター」を持つ。「忍法トランスプレイの術」によりゾンビウォーブレークダウンとワンダリングローラーを力ずくで拳状に変形させ、腕部に合体させる強制ナックルアームモードでサイバトロン戦士を圧倒した。
トリックダイヤ
4ガードの参謀格で、メガエンプレスを復活させた張本人。一見忠実だが自身の利益を第一に考え、スィンドル、クインテッサ星人などと裏取引を行い武器や情報を得ている。地核の力を操り、大地を震わす盾「クエイクシールド」を持つ。投獄されていたがカースアルマダスラストによって助け出される。その後4ガードとして行動していたが密かにユニクロンと取引を行っており、セイバートロン星の工場から大量のジョイントエネルゴンキューブを奪い、セイバートロン星と合体させることでユニクロンを復活させようと企てる。
メガトロニア
メガエンプレスと4ガードが合体した最強合体女兵士。融合レールカノン砲のパワーをメガエンプレスのエネルギーコアに直結しており、スクランブル合体戦士の中でもトップクラスのパワーを持っている。5体の武器を組み合わせた「合体剣デストピア」は、惑星をも切り裂く力を持つ。
バルディガス
『カーロボット』世界のコンバットロンがユニクロンによってリフォーマットされた姿。デストロンガーの再結成とデビルギガトロンの復活を目的としている。未来世界のセイバートロン星で軍事裁判にかけられ、元の姿であるプロトタイプに戻される寸前のところをユニクロンに助けられ、2021年のセイバートロン星へと降り立つ。ユニクロンの力により全ての性能がアップしておりコンボイたちを圧倒したが、真の目的を明かしたユニクロンに反旗を翻し他の合体戦士たちと共闘した。ユニクロンとの決戦後は、ブラックコンボイらと共に元の時代へと帰っていった。
グランドスカージ
ユニクロン陣営のマトリクスハンターとして登場。カーロボット世界のブラックコンボイと名前を偽り、バルディガスをユニクロン陣営へと引き込もうとするが、姿が変化しないことを指摘され、その直後に本物のブラックコンボイが登場したことで本性を現す。カースアルマダスラスト、トリックダイヤと強制合体しグランドスカージプライムとなるが、バルディガスの放ったバルバスターの一斉射撃によって合体解除に追い込まれる。その後ガルバトロンIIの持つクリエーションマトリクスを狙うが、メガトロニアの攻撃によって共に次元の狭間へ吸い込まれていった。
ブラックコンボイ
本物の『カーロボット』世界のブラックコンボイ。同じくデストロンガー所属のゲルシャークに跨り登場。原典より小柄なボディになっているが、スカージグランドプライムと互角の実力を見せた。